# Myndus semialba
Myndus semialba är en insektsart som beskrevs av Frederick Arthur Godfrey Muir 1923. Myndus semialba ingår i släktet Myndus och familjen kilstritar.
Artens utbredningsområde är Filippinerna. Inga underarter finns listade i Catalogue of Life.